# Distretto di Kütahya
Il distretto di Kütahya costituisce il distretto centrale della provincia di Kütahya, in Turchia.

## Amministrazioni
Al distretto appartengono 3 comuni e 128 villaggi.

### Comuni
- Kütahya (centro)
- Kızılcaören
- Seyitömer